# Phaeophilacris pilitergus
Phaeophilacris pilitergus är en insektsart som beskrevs av Lucien Chopard 1934. Phaeophilacris pilitergus ingår i släktet Phaeophilacris och familjen syrsor. Inga underarter finns listade i Catalogue of Life.